# Estação Conjunto Ceará
A Estação Conjunto Ceará é uma estação de Veiculo Leve sobre Trilhos (VLT) localizada na Avenida J no bairro Conjunto Ceará, no município de Fortaleza, Brasil. Faz parte da Linha Oeste do Metrô de Fortaleza, administrado pela Companhia Cearense de Transportes Metropolitanos (Metrofor).

## Histórico
A estação foi inaugurada dia 20 de fevereiro de 1982 juntamente com as estações Jurema e São Miguel.
Em 2010 a estação passou por uma reforma juntamente com as demais estações da Linha Oeste.
Em Outubro de 2020 a estação Conjunto Ceará teve o cinza dando lugar às múltiplas cores de painéis artísticos desenhados por integrantes do grupo de artistas grafiteiros que fazem parte do Projeto Ruela. Os acessos foram beneficiados pela ação de arte urbana batizada de 4Town Grafite, realizada com apoio do Metrofor e do Porto Iracema das Artes. O cinza com pichações deu lugar à arte urbana e às cores na comunidade, beneficiando centenas de pessoas que passam pelo local todos os dias.

## Características

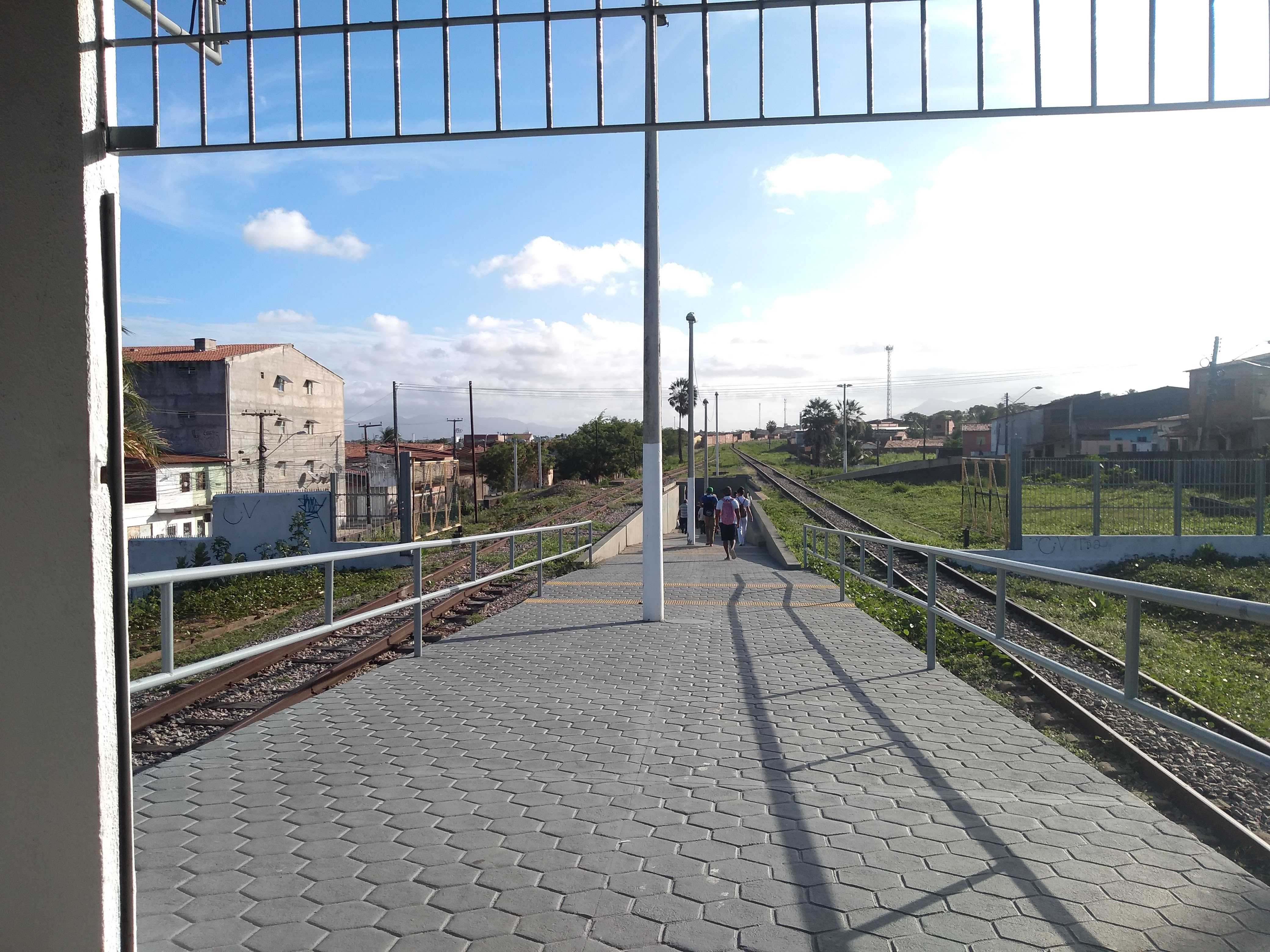
Rampa de acesso a estação Conjunto Ceará, vista da própria estação. A direita se tem o Parque Guadalajara (Caucaia) e a esquerda o Conjunto Ceará (Fortaleza).

Seguindo o modelo das demais estações da Linha Oeste a estação Conjunto Ceará possui uma estrutura simples, composta por uma única plataforma central em alvenaria, coberta por um telhado de amianto sustentado por vigas de ferro localizadas ao centro da plataforma. Ao longo da estação estão distribuídos bancos de concreto e lixeiras. 

Seu acesso é seu maior diferencial em relação as outras estações. Devido a elevação em que ela se encontra o usuário se utiliza de um túnel que liga os dois lados da Linha Férrea, subindo em seguida por uma longa rampa até ter acesso a um bloco onde se localiza um pequeno bicicletário, catracas torniquetes para a saída e a bilheteria, onde após pagar o valor necessário tem acesso a plataforma.